# Apatitskaja värmekraftverk

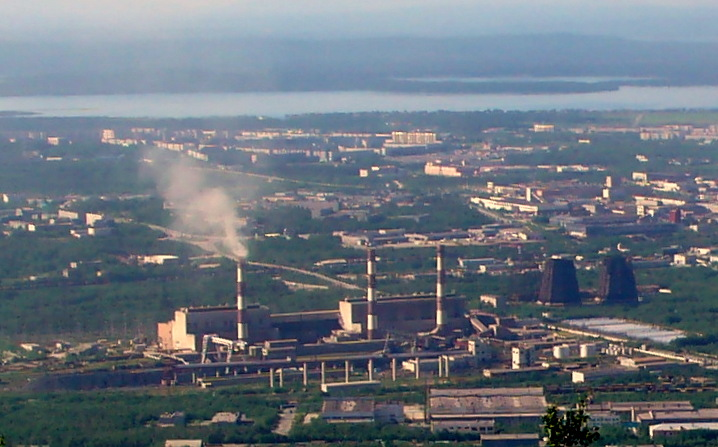

Apatitskaja värmekraftverk (ryska: Апатитская ТЭЦ) är ett ryskt värmekraftverk i Apatity i Murmansk oblast, Ryssland.
Byggas 1955 och första pannan togs i drift 1959, kraftverket har totalt åtta pannor och fem ångturbiner. Man försörjer staden Apatity med fjärrvärme. Man genererar även totalt 230 MW el.
Sedan 2010-telet försörjer man även den ryska staden Kirovsk med fjärrvärme.
Det ägs och drivs av det ryska energiföretaget TGK-1, ett dotterbolag till Kolskenergo (Kola energi).